# پیتر ایست
پیتر ایست (انگلیسی: Peter Easte؛ زادهٔ) تیرانداز اهل بریتانیا است.
وی در مسابقات کشوری و بین‌المللی در مجموع برندهٔ ۱ مدال طلا شده‌است.